# Checkers de Charlotte (ECHL)
Pour les articles homonymes, voir Checkers de Charlotte (homonymie).
Les Checkers de Charlotte sont une franchise professionnelle de hockey sur glace en Amérique du Nord qui évoluait dans l'ECHL. L'équipe était basée à Charlotte en Caroline du Nord.

## Historique
La franchise est créée en 1993 et jouait jusqu'en 2005 dans la Cricket Arena. Cette même année, les Checkers déménagèrent dans la Time Warner Cable Arena. L'équipe a établi son record d'affluence le 10 février 2007 avec 11 237 spectateurs contre les Wildcatters du Texas. Elle est actuellement affiliée aux Rangers de New York de la Ligue nationale de hockey et aux Wolf Pack de Hartford de la Ligue américaine de hockey.
Elle est vendue en 2010. Cependant, les River Rats d'Albany déménagent en 2010-2011 à Charlotte et reprennent le nom des Checkers.

### Saison après saison
Note : PJ : parties jouées, V : victoires, D : défaites, N : matchs nuls, DP : défaite en prolongation, DF : défaite en fusillade, Pts : Points, BP : buts pour, BC : buts contre, Pun : minutes de pénalité
| Saison    | PJ | V  | D  | N  | DP | DF | Pts | Classement                  | Séries éliminatoires        |
| --------- | -- | -- | -- | -- | -- | -- | --- | --------------------------- | --------------------------- |
| 1993-1994 | 68 | 39 | 25 | 4  | -  | -  | 82  | 4e place, division est      | Défaite en 1re ronde        |
| 1994-1995 | 68 | 37 | 22 | 9  | -  | -  | 83  | 3e place, division est      | Défaite en 1re ronde        |
| 1995-1996 | 70 | 45 | 21 | 4  | -  | -  | 94  | 2e place, division est      | Vainqueur de la Coupe Kelly |
| 1996-1997 | 70 | 35 | 28 | 7  | -  | -  | 77  | 5e place, division est      | Défaite en 1re ronde        |
| 1997-1998 | 70 | 35 | 24 | 11 | -  | -  | 81  | 2e place, division sud-est  | Défaite en 2e ronde         |
| 1998-1999 | 70 | 29 | 30 | 11 | -  | -  | 69  | 6e place, division sud-est  | Hors des séries             |
| 1999-2000 | 70 | 25 | 38 | -  | 7  | -  | 57  | 5e place, division nord-est | Hors des séries             |
| 2000-2001 | 72 | 34 | 26 | 12 | -  | -  | 80  | 2e place, division nord-est | Défaite en 2e ronde         |
| 2001-2002 | 72 | 41 | 20 | 11 | -  | -  | 93  | 2e place, division nord-est | Défaite en 2e ronde         |
| 2002-2003 | 72 | 41 | 28 | 3  | -  | -  | 85  | 5e place, division nord-est | Hors des séries             |
| 2003-2004 | 72 | 31 | 32 | 9  | -  | -  | 71  | 6e place, division sud      | Hors des séries             |
| 2004-2005 | 72 | 39 | 26 | 7  | -  | -  | 85  | 3e place, division est      | Défaite en 3e ronde         |
| 2005-2006 | 72 | 33 | 34 | 5  | -  | -  | 71  | 5e place, division sud      | Hors des séries             |
| 2006-2007 | 72 | 42 | 27 | -  | 1  | 2  | 87  | 4e place, division sud      | Défaite en 2e ronde         |
| 2007-2008 | 72 | 34 | 31 | -  | 1  | 6  | 75  | 6e place, division sud      | Défaite en 1re ronde        |
| 2008-2009 | 71 | 34 | 29 | -  | 2  | 6  | 76  | 3e place, division sud      | Défaite en 1re ronde        |
| 2009-2010 | 72 | 43 | 21 | -  | 4  | 4  | 94  | 1re place, division sud     | Défaite en 2e ronde         |

## Galerie

Logo de 2002 à 2007
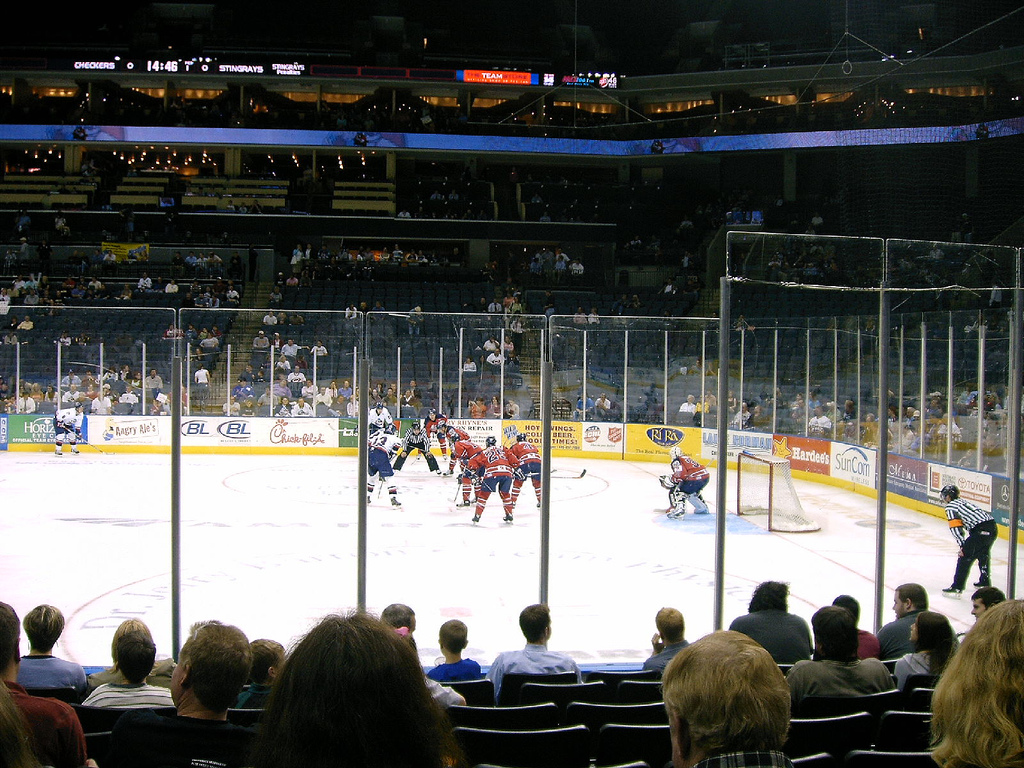
Match des Checkers